# Behaviour (album des Pet Shop Boys)
Pour les articles homonymes, voir Behaviour.
 (juillet 2013).
Si vous disposez d'ouvrages ou d'articles de référence ou si vous connaissez des sites web de qualité traitant du thème abordé ici, merci de compléter l'article en donnant les références utiles à sa vérifiabilité et en les liant à la section « Notes et références ».
Albums de Pet Shop Boys
Introspective
(11 octobre 1988) Discography - The Complete Single Collection
(4 novembre 1991)
Behaviour. (Behavior. pour les États-Unis) est le quatrième album studio des Pet Shop Boys sorti le 22 octobre 1990, il inclut les titres So Hard, Being Boring, How Can You Expect to Be Taken Seriously? et Jealousy. 
Le 6 juin 2001 le groupe décide de ressortir ses six premiers albums studio remasterisés en version Deluxe, Behaviour est accompagné d'un deuxième CD, Further Listening 1990-1991.
L'album est cité dans l'ouvrage de référence de Robert Dimery Les 1001 albums qu'il faut avoir écoutés dans sa vie.

## Format et éditions
L'album original est composé de 10 titres, il est disponible en vinyle, cassette audio et CD. L'édition limitée japonaise est un coffret en velours et or incluant l'album original enrichi d'un mini CD de 3 titres ainsi que d'un fascicule de 23 pages contenant une biographie et la traduction des paroles. La version remasterisée 2001 est un double CD de 23 titres dont 13 bonus, elle est également agrémentée d'un livret de 36 pages dans lequel chaque titre est commenté par les Pet Shop Boys.

## Liste des pistes
Album original
| No  | Titre                                          | Auteur                    | Durée |
| --- | ---------------------------------------------- | ------------------------- | ----- |
| 1.  | Being Boring                                   | Neil Tennant / Chris Lowe | 6:49  |
| 2.  | This Must Be the Place I Waited Years to Leave | Neil Tennant / Chris Lowe | 5:30  |
| 3.  | To Face the Truth                              | Neil Tennant / Chris Lowe | 5:33  |
| 4.  | How Can You Expect to Be Taken Seriously?      | Neil Tennant / Chris Lowe | 3:56  |
| 5.  | Only the Wind                                  | Neil Tennant / Chris Lowe | 4:20  |
| 6.  | My October Symphony                            | Neil Tennant / Chris Lowe | 5:18  |
| 7.  | So Hard                                        | Neil Tennant / Chris Lowe | 3:58  |
| 8.  | Nervously                                      | Neil Tennant / Chris Lowe | 4:06  |
| 9.  | The End of the World                           | Neil Tennant / Chris Lowe | 4:43  |
| 10. | Jealousy                                       | Neil Tennant / Chris Lowe | 4:48  |

Titres bonus - Édition Japonaise
| No | Titre                                                         | Auteur                    | Durée |
| -- | ------------------------------------------------------------- | ------------------------- | ----- |
| 1. | Miserablism                                                   | Neil Tennant / Chris Lowe | 4:11  |
| 2. | Bet She's Not Your Girlfriend                                 | Neil Tennant / Chris Lowe | 4:26  |
| 3. | This Must Be the Place I Waited Years to Leave (Extended mix) | Neil Tennant / Chris Lowe | 9:30  |